# Sântimbru (Harghita)
Pour les articles homonymes, voir Sântimbru.
Sântimbru (en hongrois : Csíkszentimre) est une commune du județ de Harghita, en Roumanie.

## Jumelages
- Tura (Hongrie)